# 白龙镇 (剑阁县)
白龙镇，是中华人民共和国四川省广元市剑阁县下辖的一个乡镇级行政单位。

## 行政区划
白龙镇下辖以下地区：
龙洞社区、鲁班社区、三湾村、石滩村、青峰村、春风村、寨门村、槐树村、小垭村、庙垭村和古楼村。